# Ángeles García
Ángeles García Vargas (Colmenarejo, Madrid, 1953) es una peridodista española, cronista y redactora en el diario El País a lo largo de varias décadas hasta el año 2022.

## Trayectoria
Se graduó en Periodismo en la Facultad de Ciencias de la Información de la Universidad Complutense de Madrid. Toda su vida profesional ha estado ligada al diario español El País desde el año 1976. Su carrera ha transcurrido ocupando diferentes puestos en la redacción del periódico, desde reportera y periodista especializada en temas culturales, redactora jefe de Cultura desde 1996 hasta 2006 y corresponsal de Arte hasta 2012. Está considerada como una de las mujeres pioneras del periodismo, junto con Soledad Gallego-Díaz, ambas fueron las primeras redactoras en el diario El País, clave durante la etapa de la Transición, denominada la etapa post dictadura hasta la construcción del gobierno democrático en España.
Comenzó como reportera en la sección de Madrid haciendo crónicas de las actividades de las asociaciones de vecinos. Corrían los años en los que Madrid se modernizó por la acción del primer alcalde socialista de Madrid Enrique Tierno Galván, con sus populares acciones, el alcalde generó noticias diarias que los periodistas cubrían con gran interés, como es el caso de Ángeles García. También Madrid sufrió el fallido golpe de Estado del 23F en el año 1981, hecho al que García dedicó numerosas crónicas ya que formó parte del grupo de reporteros a los que se le adjudicó distintas tareas informativas por todo Madrid.
Desde mediados de los 80, dejó la sección de actualidad para pasar a la sección de Cultura, tanto en el El País Semanal como en el suplemento Domingo hasta que, en la etapa del director Jesús Ceberio, pasó a ser redactora jefa de Cultura durante doce años. A partir de 2006 ha seguido escribiendo principalmente de temas relacionados con el Arte. Además. colabora periódicamente con la revista francesa Le Quotidien de L’Art y en la revista de cine La Crítica Nyc, revista de cinematográfica, dicha revista nace con la intención de reflexionar sobre la cultura y la sociedad.
En su línea de trabajo, ha continuado combinando su dedicación a escribir sobre temas de arte, con temas de actualidad, como se puede ver en un reportaje publicado en El País Semanal sobre el alcoholismo con el que obtuvo el Premio Reina Sofía de Periodismo 1991.

## Reconocimientos
Premio Reina Sofía de Periodismo 1991 por su reportaje publicado en El País Semanal sobre el alcoholismo.

## Obra
- 2016 - Un mar de historias: Renoir. Editorial Mediterrània, SL. ISBN 978-8499794983